# 宮下久夫
宮下 久夫（みやした ひさお、1927年〈昭和2年〉 - 1997年〈平成9年〉1月）は日本の教育者（国語教師）。太郎次郎社のロングセラー『漢字がたのしくなる本』シリーズの共著者の一人として知られる。群馬県生まれ。

## 経歴
利根郡沼田町（現在の沼田市）坊新田に生まれる。旧制沼田中学校を卒業後、東京第三師範学校（現在の東京学芸大学）を卒業。1949年（昭和24年）より群馬県内で小学校教諭としての道を歩み始める。のち、子どもの間違いからヒントを得た文部省の指導要領にはない独自の「漢字教科書」を使った授業が、次第に注目を集めるようになる。
宮下は子どもたちの「修学旅行のときの生き生きとした顔が、教室ではどうして死んでしまうのだろう。普通の教師なら旅行は楽しいからと片付けるかもしれないが、（そうではなく）人間はだれでも知識を持ちたいという欲求があり、この欲求を満足させられるのなら、授業も楽しいはずだ。なのに授業で子供の顔が死んでしまうのは、それは教師に問題があるからではないか」と悩み続けたという。
そうした中、1979年（昭和54年）に『お母さんの漢字教室』を出版。これがきっかけとなり、白川静に師事するようになる。同時に全国の漢字研究家との交わりも深まり、教員生活と並行して作家の篠崎五六と太郎次郎社の社長浅川満、国語研究者の伊東信夫の4人で毎月1回、ひと月間の課題を持ち寄っての1泊2日の研究会を10年以上にわたって続け、『漢字がたのしくなる本』シリーズとして20を超える作品を出版、2018年現在でも版を重ねるロングセラーとなっている。
1987年（昭和62年）、小学校教諭を定年退職。
1997年（平成9年）1月、死去。満69歳没。
死去から3年後の2000年（平成12年）、『分ければ見つかる知ってる漢字』と題する遺稿集が出版された。

## 著書

### 単著
- 『お母さんの漢字教室』刊々堂出版社、1979年
- 『漢字の組み立てを教える―小学3年までの500字で (ひと文庫) 』太郎次郎社、1989年。 ISBN 978-4811806006
- 『分ければ見つかる知ってる漢字―白川静先生に学んで漢字の学習システムをつくる 宮下久夫遺稿集』太郎次郎社エディタス、2000年。 ISBN 978-4811806594

### 共著
- （篠崎五六、伊東信夫、浅川満）『漢字がたのしくなる本』シリーズ/太郎次郎社、1989年初版